# Principado episcopal de Eichstätt
El principado episcopal de Eichstätt fue un principado eclesiástico del Sacro Imperio Romano Germánico. Centrado en la ciudad de Eichstätt, estaba localizado en el presente estado federado alemán de Baviera, un poco al oeste de Regensburg, al norte de Neuburg an der Donau e Ingolstadt, al sur de Núremberg, y al sudeste de Ansbach.

## Geografía

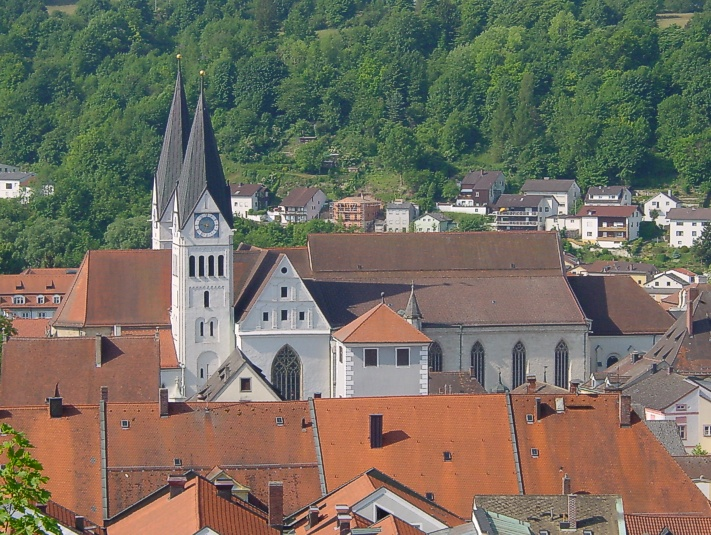
Catedral de Eichstätt.

A 1789, Eichstätt consistía de dos parte principales que estaban separadas geográficamente. La porción principal estaba bordeada por Baviera al norte, este, y sur, y por el Señorío de Pappenheim y el Margraviato de Brandeburgo-Ansbach al oeste. La segunda porción del Estado estaba rodeada por el Margraviato de Brandeburgo-Ansbach.
El Principado de Eichstätt tenía una superficie de 1100 km² y una población de 58.000 habitantes (en 1855).

## Historia
La Diócesis de Eichstätt fue fundada en 741, cuando el misionero anglosajón Willibaldo fue consagrado al episcopado por San Bonifacio y se dirigió a la iglesia de Eichstätt en el ducado raíz germano de Baviera. Sus sucesores alcanzaron el estatus de Príncipes-Obispos, cuando heredaron los anteriores territorios francones de sus anteriores Vogt de la región, los extintos Condes de Hirschberg (en el Castillo de Hirschberg en la presente población de Beilngries). 
Como reacción a la Reforma Protestante, Eichstätt se unió a la Liga Católica en 1617. Las tierras del obispado fueron un centro de la Contrarreforma y lugar de numerosos juicios por brujería.
En el curso de proceso de mediatización alemana tras las Guerras Revolucionarias Francesas, el obispado fue secularizado y fue en 1803, conjuntamente con el Arzobispado de Salzburgo, dado en compensación al Archiduque Fernando de Habsburgo-Lorena, hermano del emperador Francisco II y anterior Gran Duque de Toscana. Tres años más tarde, tras la derrota de Austria por Napoleón en la Batalla de Austerlitz, la región fue otorgada al Reino de Baviera de acuerdo con el Tratado de Presburgo. Desde 1817 hasta 1855, el Principado fue recreado como un feudo de Baviera para beneficio del hijastro de Napoleón Eugène de Beauharnais.